# Atlético Coruña Montañeros Club de Fútbol
L'Atlético Coruña Montañeros Club de Fútbol és un equip de futbol gallec de la ciutat de la Corunya. Va ser fundat el 1967, i entre 2009 i 2012 va jugar a la Segona Divisió B. El 2012, després de baixar de categoria, el club va decidir dissoldre el primer equip i centrar-se només en el futbol base. El 2016 va recuperar el seu equip sènior.

## Història
El Montañeros sorgeix com un equip aficionat el 1967 a partir d'una associació de boy scouts anomenada Asociación Juvenil Montañeros del Sagrado Corazón, vinculat a l'escola Jesuïtes de La Corunya, que es va dedicar exclusivament al futbol anys després. A poc a poc va començar a fer-se present en les divisions regionals gallegues, i va anar avançant categories fins a passar a ser professional. A la temporada 2006-07 els corunyesos van aconseguir el seu ascens a la Tercera Divisió, i en la seva primera temporada van aconseguir mantenir-se en la categoria amb un vuitè lloc.
El 2008-09 l'equip acaba en segona posició, i aconsegueix participar en els playoff per l'ascens. Encara que no aconsegueix pujar a la divisió de bronze en el terreny de joc, ja que va caure davant de l'Hellín Deportivo, el descens administratiu del Ciudad de Santiago li va valer ocupar la seva plaça com a millor gallec classificat. Per aquesta raó, el Montañeros debuta a Segona B a la temporada 2009-10.
El 2012, després de baixar de categoria, el club va decidir dissoldre el primer equip i centrar-se només en el futbol base.
El 2014 el club és absorbit per l'Atlético Coruña Club de Fútbol juntament amb l'Sporting Universidade. El 2016 el club canvia el seu nom pel d'Atlético Coruña Montañeros Club de Fútbol. A partir de 2016 recupera el seu equip sènior després d'heretar la plaça de l'Sporting Universidade.

## Jugadors destacats
- Rubén Rivera
- Yago Alonso-Fueyo
- Nico (futbol formatiu)

## Palmarès
- Campió de Tercera Divisió (2008-09)